# Răducăneni
Răducăneni est une commune roumaine située dans le județ de Iași.